# Kenny Gabriel
Kenneth Benard Gabriel, detto Kenny (Charlotte, 3 luglio 1989), è un cestista statunitense.

## Biografia
Nato il 3 luglio 1989, a Charlotte in North Carolina (USA). Ha frequentato il liceo United Faith Christian Academy sempre a Charlotte.
Al college ha giocato per la Paris Junior College (NJCAA), e Auburn (NCAA Division I), con gli Auburn Tigers. Nella sua stagione da senior, Gabriel ha realizzato una media di 12.2 punti, 7.3 rimbalzi e 2.3 stoppate a partita e perciò è stato nominato MVP della squadra.
Il suo soprannome è K-GIZZLE.

## Carriera
Il suo primo contratto da professionista, KG lo firma il 10 agosto 2012, con il club Maccabi Ashdod della Israeli League, da cui però decide di separarsi il 5 novembre dello stesso anno, dopo aver disputato solo 5 partite. Sempre in questa stagione gioca anche per la AEL Limassol che milita nella Cypriot League e nel Taranaki Mountain Airs nella New Zealand National Basketball League.
Per la stagione 2013-2014, torna in Europa e firma per il club greco, Rethymno Cretan. Dal 2014 al 2016, si trasferisce in Turchia dove gioca con il Pinar, con cui nel 2014 e nel 2015 vince il Campionato Turco e la Coppa del Presidente.
Nel 2016 firma un contratto biennale, con il club russo Lokomotiv Kuban, che lascia anticipatamente nel novembre dello stesso anno.
Dal 2016 al 2018, si trasferisce in Grecia, dove veste la maglia del Panathinaikos, squadra di Eurolega, con cui vince due titoli nazionali.
Per la stagione 2018-2019, torna in Turchia e firma con la Türk Telekom.
Nell'ottobre 2019, Kenny fa ritorno in USA, dove veste la maglia dei College Park Skyhawks, la squadra della G League di proprietà degli Atlanta Hawks.
Nella stagione successiva, 2020-2021, torna in Europa e firma con il Mornar Bar che gioca nella Lega Montenegrina e partecipa alla EuroCup.
Il 23 luglio 2021, approda per la prima volta nel campionato italiano, firmando un contratto con la Pallacanestro Brescia, con cui nel febbraio 2023, ha conquistato la storica vittoria della Coppa Italia.
Il 24 luglio 2024, scende nel campionato di A2 italiana, firmando un contratto annuale con la Fortitudo Bologna.

## Palmarès
- Campionato turco: 1

Pınar Karşıyaka: 2014-15
- Coppa del Presidente: 1

Pınar Karşıyaka: 2014
- Campionato greco: 2

Panathinaikos: 2016-17, 2017-18
- Coppa di Grecia: 1

Panathinaikos: 2016-17
- Coppa Italia: 1

Brescia: 2023
- Supercoppa LNP: 1

Fortitudo Bologna: 2024